# ЦСКА (футбольный клуб, София)
ПФК ЦСКА София (полное название Профессиональный футбольный клуб ЦСКА - София (болг. Професионален футболен клуб ЦСКА - София)) — болгарский футбольный клуб из города София. ЦСКА — аббревиатура от Центрального спортивного клуба армии (болг. Централен спортен клуб на армията).
Самая успешная футбольная команда Болгарии, завоевавшая 31 чемпионский титул, 20 кубков Болгарии, 4 кубка Советской армии и 4 суперкубка Болгарии. Является двукратным полуфиналистом Кубка европейских чемпионов, полуфиналистом Кубка обладателей кубков УЕФА. ЦСКА занимает 60-е место в списке лучших европейских футбольных клубов XX века, составленного Международной федерацией футбольной истории и статистики.
Домашние матчи играет на стадионе «Болгарска Армия».
Главным соперником является Левски (София), матчи с которым называют Вечным дерби.

## Названия
- 1910—1913 — «Клуб футбол» (Матинката)
- 1913—1923 — «Атлетик»
- 1923—1944 — «АС-23»
- 1944—1948 — «Чавдар»
- 1948—1950 — «Септември при ЦДВ»
- 1950—1951 — «Народная войска»
- 1951—1953 — ЦДНВ
- 1953—1954 — «Команда Софийского Гарнизона»
- 1954—1962 — ЦДНА
- 1962—1968 — ЦСКА «Красное знамя»
- 1968—1985 — ЦСКА «Знамя Сентября»
- 1985—1989 — ЦФКА «Средец»
- С 1989 — ЦСКА

## История

### 1910—1948

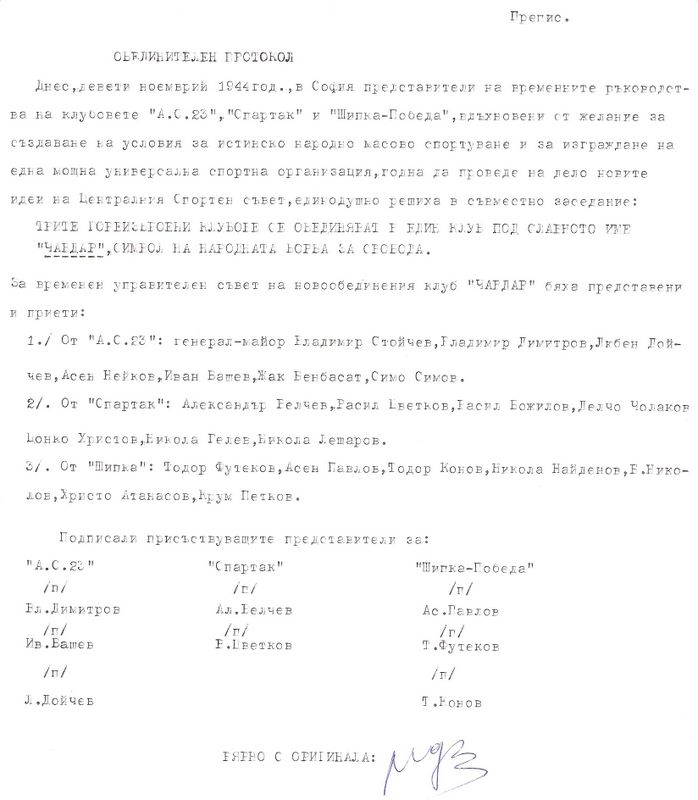
Соглашение о создании футбольного клуба «Чавдар»

В 1910 года в городе София был основан футбольный клуб «Клуб футбол» (Матинката). 5 марта 1913 года «Клуб футбол» и несколько небольших команд собрались вместе, чтобы создать футбольный клуб «Атлетик».
28 октября 1923 года футбольные клубы «Атлетик» и «Слава» (основан в 1916 году) были объединены в один общий клуб — «Атлетик Слава 1923», что сокращённо звучало как «АС-23». В 1931 году «АС-23» выиграл чемпионат Болгарии, в 1941 году — Национальный кубок. Стадион клуба назывался «Атлетик Парк» (строительство было окончено в 1938 году) и он находился на том месте, где сейчас расположен нынешний стадион команды — «Болгарска Армия».
В начале 1944 года клуб «Шипка» (София) объединился с командой «Победа» (София) в «Шипка-Победа». 9 ноября 1944 года между этим клубным альянсом и командами «АС-23» и «Спартак» (бывший клуб «Царь Борис III») было подписано соглашение, по которому все эти команды были объединены в футбольный клуб «Чавдар». В 1948 году клуб был приписан к Центральному дому Вооруженных сил Болгарии (болгарская аббревиатура «ЦДВ»).

### 1948—1984
В 1948 году «Чавдар» объединился с футбольным клубом «Септември» (София), который играл в чемпионате. Новый клуб получил название «Септември при ЦДВ». Соглашение было подписано 5 мая 1948 года, и многими это число считается датой основания софийского ЦСКА. Первый серьёзный успех пришел к клубу в том же году — в финале чемпионата, проводившегося тогда по олимпийской системе, в двухраундовом противостоянии был повержен «Левски» (София). Первая встреча закончилась поражением армейцев — 1:2, но победа 3:1 во втором матче позволила команде выиграть свой первый чемпионский титул. В том же году армейцы стали проводить свои матчи на стадионе «Народна Армия».
В 1950 году спортивный отдел Министерства обороны принимает решение о создании смешанной команды из лучших игроков таких футбольных клубов как «Септември при ЦДВ», «Ботев» (Пловдив), «Черно Море» (Варна) и др. Образованная команда, получившая название «Народная войска» (болг. Народна войска) занимает место футбольного клуба «Ботев». Сезоны 1951 и 1952 стали для команды, переименованной в «ЦДНВ» (Центральный дом народного войска), успешными, она дважды становилась чемпионом.
В 1953 году команду вновь ждало переименование, на этот раз она получила название «Команда Софийского гарнизона» (болг. Отбор на Софийския гарнизон).
Лучшие годы клуба пришлись на период 1954—1962 гг. Под новым названием «ЦДНА» (Центральный дом народной армии) команда завоевала 9 чемпионских титулов подряд.
В 1962 году ЦДНА объединился с командой «Красное знамя» (болг. Червено знаме) и клуб получил новое название — ЦСКА «Красное знамя» (болг. ЦСКА Червено знаме)..
В 1966 году команде удалось выиграть чемпионат Болгарии.
В сезоне 1966/67 ЦСКА дошел до полуфинала Кубка европейских чемпионов (турнир — предшественник Лиги чемпионов), где после двух матчей с миланским «Интером» (оба — 1:1) по тогдашнему регламенту был назначен дополнительный матч, который ЦСКА проиграл — 1:0.
В 1969 году ЦСКА вновь сменил название, став командой ЦСКА «Знамя Сентября» (болг. ЦСКА "Септемврийско знаме"). В том же году клуб победил в чемпионате, а привлечённый в команду нападающий Петр Жеков стал лучшим бомбардиром Болгарии и удостоился «Золотой бутсы».

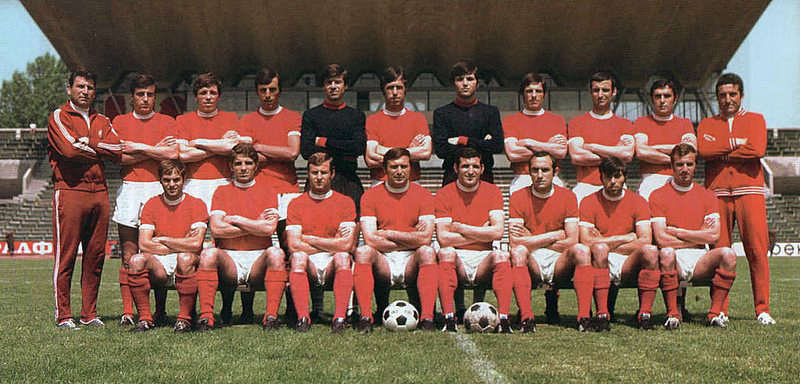
ЦСКА София в 1973 году

С 1971 по 1973 год ЦСКА завоевал три чемпионских титула подряд.
В следующие четыре сезона команда выиграла ещё 2 чемпионата и добилась заметного успеха в Европе. В сезоне 1973/74 Кубка европейских чемпионов ЦСКА победил многократного чемпиона Голландии амстердамский «Аякс» с результатом 2:1 (0:1 и 2:0). В четвертьфинале армейцы в первой встрече уступили мюнхенской «Баварии» со счётом 1:4, а в ответной встрече выиграли 2:1, но по сумме двух матчей болгарская команда выбыла из борьбы за Кубок.
Сезон 1980/81 стал одним из самых знаменательных в истории софийского ЦСКА. Команда добилась очередной победы в чемпионате Болгарии и проявила себя на европейской арене, одержав две победы (оба раза со счётом 1:0) над обладателем Кубка европейских чемпионов «Ноттингем Форест» из Англии. Остановить команду из Болгарии в четвертьфинале смог лишь будущий обладатель самого престижного на тот момент еврокубка — английский «Ливерпуль». Первый матч на «Энфилде» закончился поражением ЦСКА со счётом 5:1, ответная встреча в Софии также завершилась поражением болгарской команды с результатом 1:0.
В следующем сезоне ЦСКА дошёл до полуфинала Кубка европейских чемпионов, победив по пути испанский «Реал Сосьедад» (1:0 по сумме двух матчей) и текущий обладатель еврокубка — английский «Ливерпуль» (2:1 по сумме двух матчей), где вновь встретился с «Баварией». Первый матч проходил в Болгарии и уже к 18 минуте хозяева вели со счётом 3:0, однако «Бавария» сумела отыграть 3 мяча и встреча закончилась со счётом 4:3. В ответной же встрече «Бавария» победила ЦСКА с результатом 4:0. На внутренней арене в сезоне 1983/84 армейцы уступили чемпионский титул.

### Расформирование
19 июня 1985 года на центральном стадионе страны «Васил Левски» проходил финал Кубка Болгарии, в котором встречались ЦСКА и «Левски-Спартак». Матч сопровождался ошибками судьи и грубостью со стороны игроков обеих команд. После ряда взаимных провокаций между футболистами двух команд завязалась потасовка, в которой принял участие и молодой игрок армейцев Христо Стоичков. Красные карточки получили Емил Спасов («Левски-Спартак») и Костадин Янчев (ЦСКА). Встреча завершилась победой ЦСКА 2:1. Последовало решение Центрального комитета Болгарской коммунистической партии, по которому обе команды были расформированы. Нескольких игроков ЦСКА постигло суровое наказание, а Христо Стоичкова отстранили от футбола пожизненно. Кроме того, четверо игроков «Левски» также были дисквалифицированы пожизненно. Были оштрафованы тренеры и руководство обеих команд. Вскоре на месте расформированных команд были созданы новые — ЦСКА «Септемврийско знаме» было переименовано в «Средец», а «Левски-Спартак» — в «Витоша». Годом позже все наказания были сняты, а отстранённым игрокам было разрешено продолжить свою спортивную карьеру.

### 1985—2000
В 1987 году вновь изменилось название клуба — к нему добавилась аббревиатура ЦФКА (Центральный футбольный клуб армии). В течение следующих сезонов «Средец» трижды становился чемпионом Болгарии, а в сезоне 1988/89 команда дошла до полуфинала Кубка обладателей кубков, где соперником ЦФКА стала «Барселона», возглавляемая Йоханом Кройфом. Болгарская команда проиграла оба матча — 1:2 и 2:4. После этих матчей Кройф пригласил в «Барсу» нападающего ЦФКА Христо Стоичкова.
Название «ЦСКА» вернулось к команде в сезоне 1989/90, когда был завоёван очередной чемпионский титул.
В 1992 году армейцы вновь стали чемпионами страны.
1 июня 1994 года глава компании «Мультигрупп» Илья Павлов победил в голосовании и стал новым президентом клуба. На европейской арене армейцы в 1994 году отметились победой над «Ювентусом» со счётом 3:2 в первом круге Кубка УЕФА 1994/95, но УЕФА аннулировало результат встречи и присудило ЦСКА техническое поражение из-за участия в матче незаявленного игрока — Петра Михтарского.
В 1996 году ЦСКА возглавил Георги Васильев, который до этого выиграл два чемпионских титула с «Левски» и один с «Этыром». С Васильевым команда сделала золотой дубль в 1997 году, выиграв кубок и чемпионат Болгарии.
Летом 1998 года тренером ЦСКА был назначен Димитр Пенев. Команда неплохо выступила в Кубке УЕФА и выиграла Кубок Болгарии. В этом сезоне за ЦСКА начали играть молодые талантливые игроки — Мартин Петров, Димитр Бербатов, Стилиян Петров и Владимир Манчев.
Летом 1999 года президентом ЦСКА был избран Любослав Пенев.

### 2001—2008
В 2001 году главным тренером ЦСКА стал знаменитый итальянец Луиджи Симони.
В 2002 году команду возглавил Стойчо Младенов. При нём ЦСКА установил личный рекорд — 13 побед подряд, а ЦСКА впервые с 1997 года стал чемпионом страны.
В конце 2004 года тренером ЦСКА стал Миодраг Ешич и команде удалось завоевать чемпионский титул.
В сезоне 2005/06 в Европе ЦСКА предстояло сразиться с «Ливерпулем», являвшимся обладателем Кубка Лиги чемпионов. Первый матч в Софии закончился со счетом 3:1 в пользу «Ливерпуля», а в ответной игре на «Энфилде» ЦСКА добился сенсационной победы — 1:0. Команда вылетела в Кубок УЕФА, где в плей-офф выбила леверкузенский «Байер», благодаря двум победам со счетом 1:0. В том же сезоне под руководством тренера Пламена Маркова ЦСКА выиграл Кубок и Суперкубок Болгарии.
В декабре 2006 Васил Божков продал клуб индийскому миллионеру и владельцу завода «Кремиковици» Прамод Митал. Александр Томов стал президентом.
В середине сезона 2006/07 тренер Стойчо Младенов вернулся в ЦСКА спустя 3,5 года.
В следующем сезоне ЦСКА выиграл чемпионат Болгарии, обогнав своего вечного соперника «Левски» аж на 16 очков.
В июне 2008-го УЕФА оповестило Федерацию футбола Болгарии, что ЦСКА не будет допущен к участию в Лиге чемпионов из-за финансовых проблем. Федерация сразу предупредила ЦСКА, что тот может быть лишён профессионального статуса и переведён в разряд любительских клубов, а представлять Болгарию в Лиге чемпионов будет «Левски». Из-за подобного поворота событий клуб покинули практически все ведущие игроки и тренер Младенов, который заявил, что без ключевых игроков он не сможет замахнуться на чемпионство. Новым тренером стал Димитр Пенев, и, слепив команду из молодых игроков, он сумел выиграть Болгарский Суперкубок.

### 2008—2015
В декабре 2008-го индийский бизнесмен и владелец клуба Митал продал его компании «Титан».
В сезоне 2009/10 ЦСКА выбил московское «Динамо» в плей-офф Лиги Европы.
В сезоне 2010/11 под руководством тренера Милена Радуканова ЦСКА завоевал свой первый трофей за три года, одолев в финале Кубка Болгарии соседей из «Славии».
5 августа 2013 года новым владельцем ЦСКА стала компания «Лира инвестмент», за которой снова стоял Александр Томов.

### Сезон 2015/2016
22 июня 2015 года стало известно, что из-за больших долгов Болгарский футбольный союз лишил ЦСКА профессионального статуса.
С лета 2015 года мажоритарным акционером в ЦСКА является бизнесмен Гриша Ганчев.
Сезон 2015/16 ЦСКА провел в третьем по силе дивизионе болгарского чемпионата и досрочно обеспечил себе чемпионство, выиграв 29 из 30 сыгранных матчей и один сведя к ничьей.
В сезоне 2015/16 под руководством тренера Христо Янева ЦСКА стал первой в истории командой из третьего дивизиона, выигравшей Кубок Болгарии.
Следующий сезон ЦСКА должен был начать во второй лиге, но благодаря вмешательству премьер-министра страны Бойко Борисова, который принял «срочные и своевременные меры», 31-кратный чемпион Болгарии напрямую вернулся в элитный дивизион.

### С сезона 2016/2017
В сезонах 2016/17, 2017/18, 2018/19 и 2019/20 ЦСКА занял второе место в болгарском чемпионате после «Лудогорца».
В турнире Лига Европы 2020/2021 ЦСКА добился знаменитых побед над «БАТЭ» Борисов (2:0), «Базель» (3:1) и «Рома» (3:1).
В сезоне 2020/21 под руководством тренера Любослава Пенева ЦСКА выиграл Кубок Болгарии.

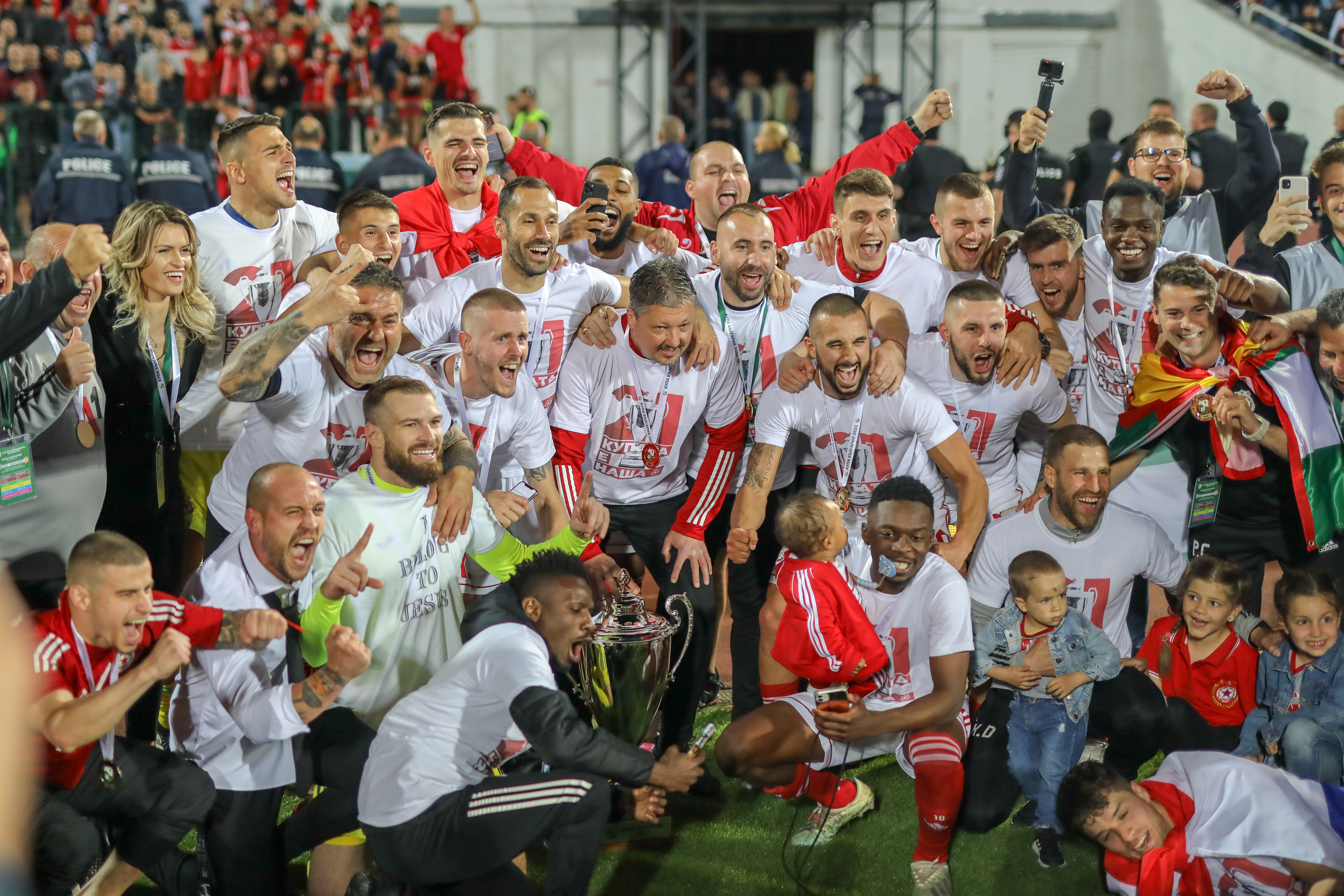
ЦСКА — обладатель Кубка Болгарии по футболу 2021 года.

## Стадион

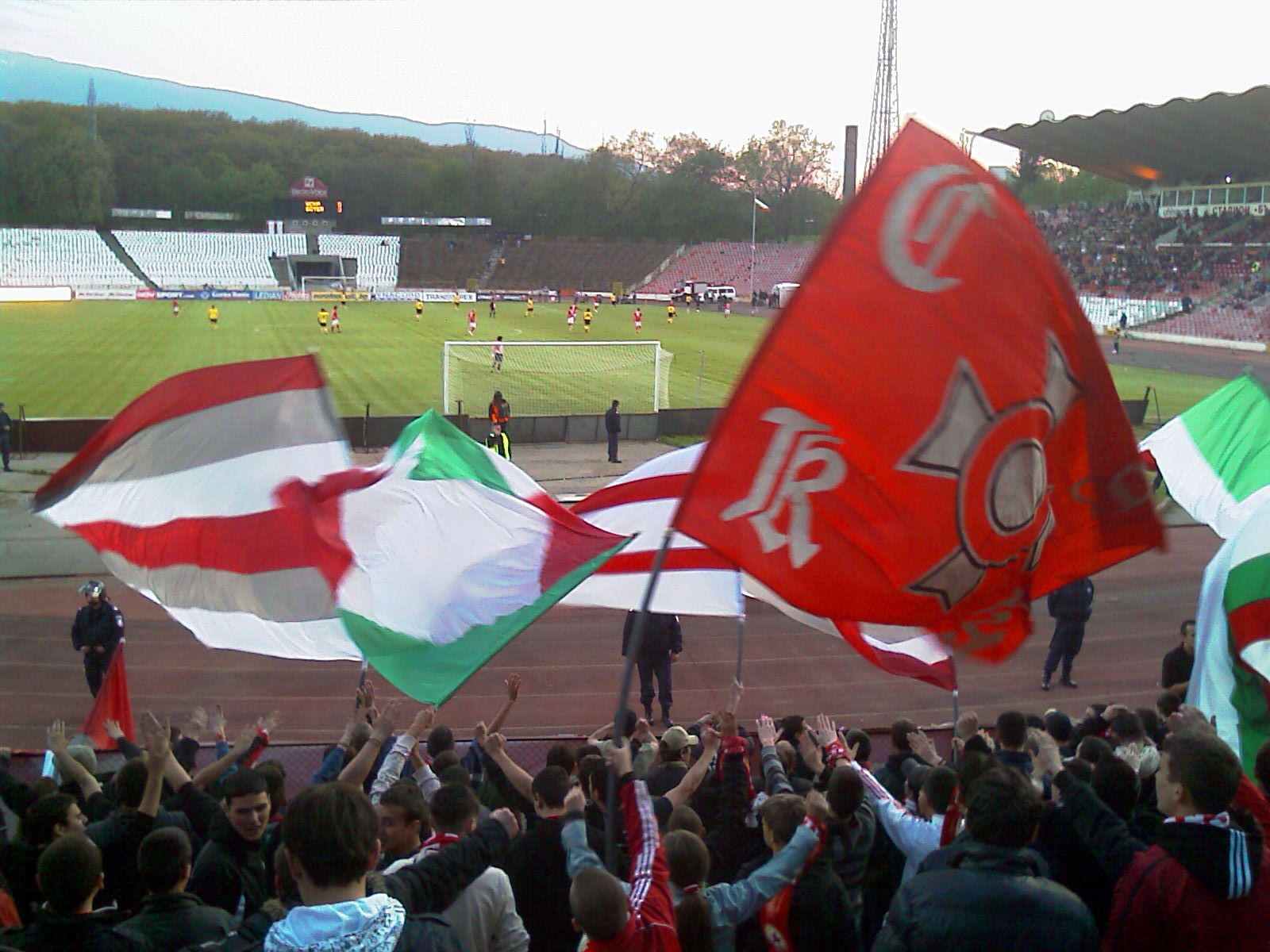
Стадион «Болгарска Армия»

Свои домашние матчи ЦСКА проводит на стадионе «Болгарска Армия». Стадион был построен по проекту архитектора Антона Каравелова в 1965—1967 годах на месте старого спортивного сооружения, которое принадлежало клубу АС`23. В 1982 году была проведена реконструкция, установлено электрическое освещение поля. Стадион рассчитан на 22 015 сидячих зрительских мест.

## Достижения

### Национальные чемпионаты
- Чемпион Болгарии (31): 1948, 1951, 1952, 1954, 1955, 1956, 1957, 1958, 1959, 1960, 1961, 1962, 1966, 1969, 1971, 1972, 1973, 1975, 1976, 1980, 1981, 1982, 1983, 1987, 1989, 1990, 1992, 1997, 2003, 2005, 2008
- Чемпион третьего дивизиона Болгарии - Юго-Западная Группа "В" (1): 2016
- Обладатель Кубка Болгарии (21): 1951, 1954, 1955, 1961, 1965, 1969, 1972, 1973, 1974, 1983, 1985, 1987, 1988, 1989, 1993, 1997, 1999, 2006, 2011, 2016, 2021
- Обладатель Кубка Советской армии (4): 1985, 1986, 1989, 1990
- Обладатель Кубка Народной Республики Болгарии (неофициальный турнир) (1): 1981
- Обладатель Суперкубка Болгарии (4): 1989, 2006, 2008, 2011

### Еврокубки
- ЦСКА — самый успешный болгарский клуб в европейских турнирах: два полуфинала в Кубке чемпионов (1967, 1982) и один полуфинал в Кубке обладателей кубков УЕФА (1989)[69].
- ЦСКА называют «убийцей европейских чемпионов»[70]. В своей истории клуб выиграл матчи у действующих чемпионов Европы «Аякса» в 1974 году (2:0), «Ноттингема» в 1981 году (1:0 и 1:0) и «Ливерпуля» в 1982 году (2:0) и в 2005 году (0:1).

### Другие
- «Мучеников 17 февраля» 2012 — Ливия
- Албена Кубок 2009 — Болгария
- Кубок УЕФА Турнир Pego-2008 — Испания
- Кубок Аркадия 2007 — Турция
- PlayStation cup 2002, 2005, 2006, 2007 (4) — Болгария
- «Apron» в 2004 году — Испания
- «Кубок Толе» 2003 — Германия
- Международный турнир «Коста Азул» в Сетубале — 1989, 1991 (2)
- Кубок RTL — 1989
- Золотой Кубок жемчужина Италии — 1984
- Турнир в Севилье (Испания) — 1982
- Международный турнир «Трофей мира» в Кот д'Ивуаре — 1979
- Международный турнир Реал Сарагосе в Испании − 1973, 1977 (2)
- Турнир «Валенсия» (Испания) — 1976
- Международный турнир «Пальма де Майорка» — 1970, 1971 (2)
- Турнир в честь 35-летия со дня основания в Сан-Паулу (Бразилия) — 1971
- Турнир в честь короля Марокко Мохаммеда V — 1967
- Международный футбольный турнир в Пхеньяне (Северная Корея) — 1963
- Первая летная Спартакиада дружественных армий в Лейпциге — 1958

## Текущий состав команды
На 29 марта 2025 года

### Основной состав
| 1  | Флаг Бразилии          | Вр  | Густаво Бусато | 1990 |  |  |  |  |
| 21 | Флаг Беларуси          | Вр  | Фёдор Лапоухов | 1993 |  |  |  |  |
| 25 | Флаг Болгарии          | Вр  | Иван Дюлгеров  | 1999 |  |  |  |  |
|    |                        |     |                |      |  |  |  |  |
| 3  | Флаг Гамбии            | Защ | Сайни Саньянг  | 2003 |  |  |  |  |
| 4  | Флаг Испании           | Защ | Адриан Лапенья | 1996 |  |  |  |  |
| 5  | Флаг Республики Косово | Защ | Люмбард Делова | 1999 |  |  |  |  |
| 6  | Флаг Шотландии         | Защ | Лиам Купер     | 1991 |  |  |  |  |
| 13 | Флаг Колумбии          | Защ | Брайан Кордоба | 2000 |  |  |  |  |
| 15 | Флаг Франции           | Защ | Тибо Вион      | 1993 |  |  |  |  |
| 18 | Флаг Люксембурга       | Защ | Мика Пинту     | 1993 |  |  |  |  |
| 19 | Флаг Болгарии          | Защ | Иван Турицов   | 1999 |  |  |  |  |
| 20 | Флаг Болгарии          | Защ | Мартин Стойчев | 2003 |  |  |  |  |
|    |                        |     |                |      |  |  |  |  |
|    |                        |     |                |      |  |  |  |  |

| 7  | Флаг Норвегии                | ПЗ  | Олаус Скарсем      | 1998 |  |  |  |  |
| 8  | Флаг Болгарии                | ПЗ  | Станислав Шопов    | 2002 |  |  |  |  |
| 10 | Флаг Норвегии                | ПЗ  | Жонатан Линдсех    | 1996 |  |  |  |  |
| 26 | Флаг Колумбии                | ПЗ  | Марселино Карреасо | 2000 |  |  |  |  |
| 30 | Флаг Болгарии                | ПЗ  | Петко Панайотов    | 2005 |  |  |  |  |
| 99 | Флаг Камеруна                | ПЗ  | Джеймс Это'о       | 2000 |  |  |  |  |
|    |                              |     |                    |      |  |  |  |  |
|    |                              |     |                    |      |  |  |  |  |
| 11 | Флаг Гваделупы               | Нап | Матиас Фаэтон      | 2000 |  |  |  |  |
| 22 | Флаг ДР Конго · Флаг Бельгии | Нап | Джейсон Локило     | 1998 |  |  |  |  |
| 23 | Флаг Болгарии                | Нап | Илиян Антонов      | 2005 |  |  |  |  |
| 28 | Флаг Кипра                   | Нап | Иоаннис Питтас     | 1996 |  |  |  |  |
| 29 | Флаг Болгарии                | Нап | Иван Тасев         | 2002 |  |  |  |  |
| 45 | Флаг Бельгии · Флаг ДР Конго | Нап | Аарон Лейя Исека   | 1997 |  |  |  |  |
|    |                              |     |                    |      |  |  |  |  |

### Форма
Домашняя
| 2005/06 | 2006/07 | 2008/09 | 2010/11 | 2011/12 | 2013/14 | 2014/15 | 2015/16 | 2016/17 | 2017/18 | 2018/19 |
| 2019/20 | 2020/21 | 2021/22 | 2022/23 | 2023/24 | 2024/25 |         |         |         |         |         |

#### Гостевая
| 2005/06 | 2006/07 | 2008/09 | 2010/11 | 2011/12 | 2013/14 | 2015/16 | 2016/17 | 2017/18 | 2019/20 | 2020/21 |
| 2022/23 | 2023/24 | 2024/25 |         |         |         |         |         |         |         |         |

#### Резервная
| 2017/18 | 2019/20 | 2021/22 | 2022/23 | 2023/24 |

Источники:,

### Спонсоры
| С             | По            | Спонсор    | Примечания                                   |
| ------------- | ------------- | ---------- | -------------------------------------------- |
| 1948          | 1989          | -          |                                              |
| 1989          | 1990          | COMCO      | Транспортная компания                        |
| 1990          | 1996          | Sintofarm  | Итальянский фармацевтическая компания        |
| 1996          | 1999          | Multigroup | Собственность президента «ЦСКА» Ильи Павлова |
| 1999          | 2005          | -          |                                              |
| Осень 2001    | Осень 2001    | Sintofarm  | Для Кубка УЕФА                               |
| Осень 2003    | Осень 2003    | Transimpex | Для Лиги чемпионов и Кубка УЕФА.             |
| 2005          | Май 2008      | vivatel    | Мобильный оператор                           |
| Июнь 2008     | Август 2009   | -          |                                              |
| Сентябрь 2009 | Сентябрь 2013 | GLOBUL     | Мобильный оператор                           |
| Сентябрь 2013 | Июль 2016     | -          |                                              |
| Июль 2016     | Май 2018      | Mtel       | Мобильный оператор                           |
| Июль 2018     | Июнь 2021     | A1         | Мобильный оператор                           |
| Июнь 2021     | н.в.          | WINBET     | Букмекер                                     |